# Джон Бонем
Джон Генрі Бонем (англ. John Henry Bonham; 31 травня 1948, Реддіч, Вустершир, Англія, Сполучене Королівство Великої Британії та Північної Ірландії — 25 вересня 1980, Клівер, Віндзор, Англія, Сполучене Королівство Великої Британії та Північної Ірландії) — британський ударник, учасник гурту «Led Zeppelin».
Граючи у «Led Zeppelin», став одним з найвідоміших та найвпливовіших ударників у рок-музиці. Спеціалісти особливо відзначали його відчуття ритму та потужну гру. Відомий під прізвиськом «Бонзо». Британська енциклопедія написала про нього так: «ідеальний приклад для барабанщиків хард-року, що пішли по його слідах». Після смерті Бонема у віці 32 років гурт Led Zeppelin розпався.

#### Дитинство
Джон з дитинства виявив хист до ударних — вже у 5 років він вирішив, що неодмінно стане барабанщиком. Першу барабанну установку йому подарували батьки (до цього Джонні гамселив по всьому, що траплялося під рукою). Коли Джону було 8 років він познайомився з Робертом (Боббі) Плантом — цю дружбу майбутні «колеги» по «Led Zeppelin» пронесуть через все життя.

#### Барабанщик
У 15 років Джон, покинувши школу, починає кар'єру ударника. Від самого початку Бонем сповідував потужну й голосну манеру гри. Не всі могли адекватно оцінити філософію гри молодого барабанщика, нерідко Джон чув від музикантів, з якими грав у підліткових групах, скарги: «Ти граєш так голосно, що на сцені не чутно нічого, крім твоїх барабанів!». Джон грав у різних бірмінгемських колективах, певний час вони виступали разом з Робертом Плантом в групах Crawling King Snakes та Band of Joy.

#### Led Zeppelin
Улітку 1968 року Плант звернувся до Джона з новою пропозицією — зайняти місце ударника в новій групі Джиммі Пейджа. Силова, агресивна манера гри Бонема склала разом з бас-гітарою Джона Пола Джонса надпотужну ритм-секцію «Led Zeppelin». Рівняючись на манеру гри таких джазових барабанщиків, як Джин Крупа та Бадді Річ, Бонем активно застосовував у рок-композиціях джазову та фанкову техніку, тим самим створюючи особливий вид барабанного груву в рок-музиці. Саме Бонем найбільше вніс у «металізацію» звучання «Led Zeppelin». Його манера слідувати в ударній партії за гітарним рифом створювала важкий саунд всього гурту. Коронним номером Джона стала композиція Moby Dick — віртуозне соло на ударних. На концертах її тривалість нерідко доходила до 30 хвилин — Джон, як і всі музиканти «Led Zeppelin», був одержимий імпровізацією. Бонем використовував будь-які засоби, для відтворення звуку: він грав руками без паличок; чотирма паличками одночасно; до установки на концертах він долучав литаври, гонг; першим використав драмм-синтезатор. Джон Бонем зумів виробити настільки неперевершений і оригінальний стиль гри, що і сьогодні — коли минуло вже майже 40 років після його смерті — звук барабанів Бонзо семплірують сучасні музиканти.
Поза сценою і на ній Джон являв собою абсолютно некерований згусток енергії. Вся історія «Led Zeppelin» — це нескінченна смуга диких вечірок, оргій, бійок, розтрощених готельних номерів, автомобілів, літаків. Нормою стало і понадмірне безперервне пияцтво. Інших членів «Led Zeppelin» також не можна назвати взірцем для наслідування молоді, але Бонем просто не зупинявся на шляху саморуйнування.

#### Смерть
На кінець 70-х організм Бонема вже не витримував боротьби з алкогольною залежністю — барабанщик втрачав свідомість під час концертних виступів. Але Джон до останнього залишався «вірним собі». 24 вересня 1980 року Бонем провів, постійно «розігріваючися» спиртним. Після репетиції музиканти «Led Zeppelin» пішли до будинку Джиммі Пейджа, що у Віндзорі, де Джон продовжив пити, заснувши п'яним прямо на дивані. Його віднесли до спальні. На наступний ранок Джона Бонема було знайдено мертвим. Поліція констатувала смерть у результаті нещасного випадку: померлий захлинувся блювотними масами уві сні. Бонем пішов з життя у віці 32 років.
Джона Бонема й досі (2020-ті) в численних опитуваннях виводять на перші місце в рейтингу «найкращі ударники всіх часів». Його син Джейсон продовжив справу батька, ставши барабанщиком.